# Svanen
 For alternative betydninger, se Svanen (flertydig). (Se også artikler, som begynder med Svanen)
Svanen (Cygnus) er et markant stjernebillede på den nordlige sommerhimmel. Svanens klareste stjerner danner et tydeligt kors, hvorfor stjernebilledet også har navnet Nordkorset. Stjernebilledet har form som en flyvende svane, hvor den klareste stjerne, Deneb, danner halen mens Albireo danner hovedet sammen med en tredje stjerne.